# Bundesstaatlich-konstitutionelle Vereinigung

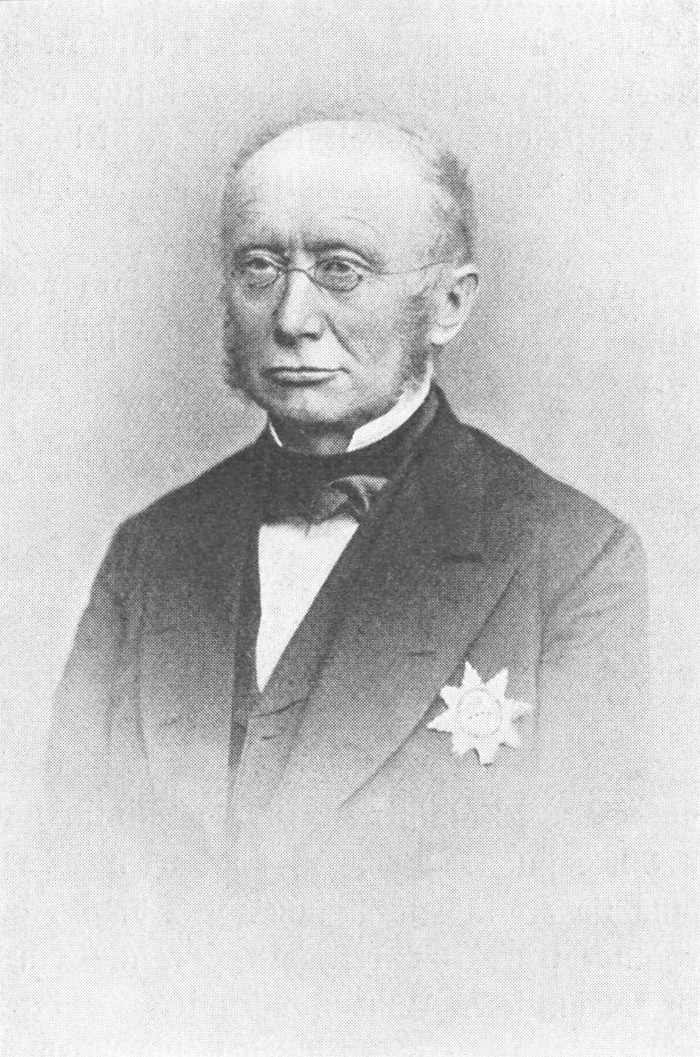
Ludwig Windthorst aus dem ehemaligen Königreich Hannover war einer der bekanntesten Führer der Bundesstaatlich-Konstitutionellen und später der Zentrumspartei.

Die Bundesstaatlich-konstitutionelle Vereinigung war eine Fraktion im konstituierenden Reichstag sowie im ordentlichen Reichstag des Norddeutschen Bundes. Sie vereinte achtzehn politisch unterschiedlich orientierte Abgeordnete vor allem aus denjenigen preußischen Provinzen, die erst 1866 von Preußen annektiert worden waren.
„Bundesstaatlich“ nannte die Gruppe sich, weil sie einen starken Föderalismus im Sinne starker Einzelstaaten forderte, und „konstitutionell“, weil sie sich für institutionell abgesicherte Verfassungsgrundsätze einsetzte. Insgesamt blieb sie klein und wenig bedeutend.

## Wahlen
Bei den Wahlen zum konstituierenden Reichstag im Februar 1867 schnitten die norddeutschen Partikularisten unerwartet schlecht ab. In der Wahl zum ersten ordentlichen Reichstag vom August desselben Jahres hatte der Bundesstaatlich-konstitutionelle Wahlverein immerhin nur wenige Verluste zu beklagen, trotz eines kaum engagierten Wahlkampfes. Den Kandidaten stand eine geringe Homogenität der Fraktion und eine undeutliche Vorstellung von ihren Zielen im Wege.

## Abgeordnete und Fraktion
Die Vereinigung wurde von Abgeordneten aus den preußischen Provinzen Hannover und Schleswig-Holstein getragen. Zwar vereinte sie die Ablehnung der hegemonialen Stellung Preußens. Doch war es schwierig, eine programmatische Basis jenseits allgemeiner Freiheitsrechte und des Konstitutionalismus zu finden. Die Schleswig-Holsteinischen Augustenburger waren liberal, die Hannoveraner „Welfen“ konservativ eingestellt. Letztere wichen von ihrer alten Haltung in der Hannoverschen Verfassungsfrage ab, denn für ihre Kritik gegen Bismarcks Bundesverfassungsentwurf benötigten sie eine liberal-konstitutionelle Grundlage. Die sächsische Gruppe, die auf die Eigenständigkeit des Königreichs innerhalb des Bundesstaats pochte, schloss sich wegen der gefährdeten Lage Sachsens nicht der Vereinigung an.
Offiziell verzichtete man auf jeden Protest gegen die preußischen Annexionen. Dennoch wies man stets auf die als Unrecht empfundene Einverleibung hin. Im gemeinsamen Programm befürwortete man Presse-, Versammlungs- und Vereinsfreiheit sowie eine föderalistische Verfassung, einen Bundesgerichtshof und parlamentarische Kontrolle über das Budget. Beim Staatsaufbau forderte man eine große Autonomie der Einzelstaaten.

## Fraktion
Wie auch bei der Freien Vereinigung war die Fraktionsdisziplin schwach; die Gruppe hatte sich dagegen entschieden, Mehrheitsentscheide für die Mitglieder bindend zu machen. Dementsprechend war die Zahl der Abweichler bei Abstimmungen hoch, nur noch von der Freien Vereinigung übertroffen. Außerdem vertraute die Bundesstaatlich-konstitutionelle Vereinigung nicht dem System, dass Delegierte einer Fraktion über Einzelfragen miteinander verhandelten. So war sie von den „institutionellen Kontakten“ im konstituierenden Reichstag ausgeschlossen, die umso wichtiger waren, weil dieses verfassungsvereinbarende Gremium keine Ausschüsse kannte. Die Vereinigung stellte zwar viele Anträge, brauchte aber eine gewisse Anlaufzeit: Die Geschäftsordnung des Reichstags war vom Preußischen Abgeordnetenhaus übernommen und den ehemaligen Nichtpreußen wenig vertraut.
Die Vereinigung galt ebenso wie die Linke und die Freie Vereinigung als Opposition gegenüber Bismarck. Wie die Linke wünschte sie sich eine klar institutionalisierte, aber in ihrer Macht begrenzte Zentralgewalt. Der unklare Zustand, wie ihn Bismarcks ursprünglicher Verfassungsentwurf ohne verantwortlichen Minister bereitet hätte, hätte dem Zentralismus alle Tore geöffnet, so ihre Befürchtung. Außerdem setzte sich ein Großteil der Abgeordneten für die Einführung von Diäten ein und ein Teil für eine juristische Ministerverantwortlichkeit. Bei der Schlussabstimmung über die norddeutsche Bundesverfassung stimmten die Führer der Bundesstaatlich-Konstitutionellen mit Nein.
Auch wenn Klaus Erich Pollmann den Bundesstaatlich-Konstitutionellen zugestand, dass sie nach Liberalen und Konservativen zur dritten Kraft mit „zunehmendem Gewicht“ aufstiegen: Insgesamt blieb die Gruppe „wirkungslos“. Sie litt an den unterschiedlichen oder auch unklaren Zielen ihrer Mitglieder. Ihr Verhältnis zur Bundesverfassung war belastet. Zwar hatte man sie nach der Inkraftsetzung formal anerkannt, so war die innere Zustimmung oft nicht gegeben. Gerade die liberalen Augustenburger hätten nur dann eine positive Einstellung zur Bundesverfassung einnehmen können, wenn sie Aussichten auf eine großdeutsch-freiheitliche Weiterentwicklung gesehen hätten.

## Entwicklung nach 1870
Die Katholikenführer im konstituierenden Reichstag hatten für die Bundesverfassung gestimmt und auch 1870 für die neue Verfassung, außer Hermann von Mallinckrodt und Ludwig Windthorst. Während die Bundesstaatlich-Konstitutionelle Vereinigung noch überkonfessionell ausgerichtet war, bildete sich im Dezember 1870 in Preußen und im Reichstag eine neue Fraktion: das Zentrum. In Zeiten, in denen der Katholizismus sich verstärkt dem Protestantismus wie dem Liberalismus gegenübergestellt sah, und in denen das katholische Österreich endgültig aus Deutschland verdrängt wurde, bevorzugten sie eine derartige konfessionelle Grundlage.
Während die schleswig-holsteinischen Wahlkreise bald von den übrigen Parteien vertreten wurden, blieben bis 1912 einige protestantische Welfen Gäste bei der Zentrumsfraktion. Dann schlossen sie sich der Deutsch-Hannoverschen Partei an, die schon 1869 gegründet worden war.

## Belege
1. ↑  Ernst Rudolf Huber: Deutsche Verfassungsgeschichte seit 1789. Band III: Bismarck und das Reich. 3. Auflage, W. Kohlhammer, Stuttgart u. a. 1988, S. 649.
2. ↑  Klaus Erich Pollmann: Parlamentarismus im Norddeutschen Bund 1867–1870, Droste Verlag, Düsseldorf 1985, S. 269, 273.
3. ↑  Klaus Erich Pollmann: Parlamentarismus im Norddeutschen Bund 1867–1870, Droste Verlag, Düsseldorf 1985, S. 170.
4. ↑  Klaus Erich Pollmann: Parlamentarismus im Norddeutschen Bund 1867–1870, Droste Verlag, Düsseldorf 1985, S. 162.
5. ↑  Klaus Erich Pollmann: Parlamentarismus im Norddeutschen Bund 1867–1870, Droste Verlag, Düsseldorf 1985, S. 170–172, 181.
6. ↑  Klaus Erich Pollmann: Parlamentarismus im Norddeutschen Bund 1867–1870, Droste Verlag, Düsseldorf 1985, S. 200, 230, 233.
7. ↑  Ernst Rudolf Huber: Deutsche Verfassungsgeschichte seit 1789. Band III: Bismarck und das Reich. 3. Auflage, W. Kohlhammer, Stuttgart u. a. 1988, S. 666.
8. ↑  Klaus Erich Pollmann: Parlamentarismus im Norddeutschen Bund 1867–1870, Droste Verlag, Düsseldorf 1985, S. 156, 289, 516.
9. ↑  Ernst Rudolf Huber: Deutsche Verfassungsgeschichte seit 1789. Band IV: Struktur und Krisen des Kaiserreiches. Verlag W. Kohlhammer, Stuttgart u. a. 1969, S. 50/51, 654.
10. ↑  Ernst Rudolf Huber: Deutsche Verfassungsgeschichte seit 1789. Band IV: Struktur und Krisen des Kaiserreiches. Verlag W. Kohlhammer, Stuttgart u. a. 1969, S. 60 f.